# Suelo (ingeniería)
Desde el punto de vista de la ingeniería, suelo es el sustrato físico sobre el que se realizan las obras, del que importan las propiedades físico-químicas, especialmente las propiedades mecánicas. Desde el punto de vista ingenieril se diferencia del término roca al considerarse específicamente bajo este término un sustrato formado por elementos que pueden ser separados sin un aporte significativamente alto de energía.
Se considera el suelo como un sistema multifase formado por: 
- sólidos, que constituyen el esqueleto de la composición del suelo
- fase líquida (generalmente agua)
- fase gaseosa (generalmente aire) que ocupan los intersticios entre los sólidos.

Pueden distinguirse tres grupos de parámetros que permiten definir el comportamiento del suelo ante la obra que en él incide: 
- los parámetros de identificación
- los parámetros de estado
- los parámetros estrictamente geomecánicos.

Entre los parámetros de identificación son los más significativos la granulometría (distribución de los tamaños de grano que constituyen el agregado) y la plasticidad (la variación de consistencia del agregado en función del contenido en agua). El tamaño de las partículas va desde los tamaños granulares conocidos como gravas y arenas, hasta los finos como la arcilla y el limo. Las variaciones en la consistencia del suelo en función del contenido en agua diferencian también las mencionadas clases granulométricas principales.
Los parámetros de estado fundamentales son la humedad (contenido en agua del agregado), y la densidad, referida al grado de compacidad que muestren las partículas constituyentes.
En función de la variación de los parámetros de identificación y de los parámetros de estado varía el comportamiento geomecánico del suelo, definiéndose un segundo orden de parámetros tales como la resistencia al esfuerzo cortante, la deformabilidad o la permeabilidad.
La composición química y/o mineralógica de la fase sólida también influye en el comportamiento del suelo, si bien dicha influencia se manifiesta esencialmente en suelos de grano muy fino (arcillas). De la composición depende la capacidad de retención del agua y la estabilidad del volumen, presentando los mayores problemas los minerales arcillosos. Estos son filosilicatos hidrófilos capaces de retener grandes cantidades de agua por adsorción, lo que provoca su expansión, desestabilizando las obras si no se realiza una cimentación apropiada. También son problemáticos los sustratos colapsables y los suelos solubles.
De manera genérica, es usual hablar de movimiento de suelos incluyendo en el concepto el trabajo con materiales, como rocas y otros, que sobrepasan la definición formal.

## Proceso de formación
Según el proceso de formación, el suelo puede ser:
- Sedimentario. En este tipo de suelo, las partículas se formaron en un lugar diferente, y fueron transportadas y se depositaron en otro emplazamiento;
- Residual. Este suelo se ha formado por la meteorización de las rocas en el mismo local donde ahora se encuentra, con escaso o nulo desplazamiento de las partículas;
- Relleno artificial. Estos son construidos por el hombre para los más diversos fines.

### Suelos sedimentarios
Para explicar la formación de los suelos sedimentarios deben considerarse las tres fases del proceso de: (I) La formación del sedimento; (II)Transporte de los sedimentos III) El depósito de los sedimentos.

#### Formación de sedimentos
El principal modo de formación de los sedimentos lo constituye la meteorización física y química de las rocas de la superficie terrestre. En general las partículas de limo, arena y grava se forman por la meteorización física de la roca, mientras que las partículas arcillosas son formadas por procesos de alteración química de las mismas. La formación de partículas arcillosas a partir de las rocas puede producirse, por combinación de elementos en disolución o por la descomposición química de otros minerales.

#### Transporte de los sedimentos
Los sedimentos pueden ser transportados por uno de los cinco agentes siguientes: agua, aire, hielo, gravedad y organismos vivos. La forma de transporte afecta los sedimentos principalmente de dos formas: a) modifica la forma, el tamaño y la textura de las partículas por abrasión, desgaste, impacto y disolución; b) produce una clasificación o graduación de las partículas.

#### Depósito de los sedimentos
Después de que las partículas se han formado y se han transportado se depositan para formar el suelo sedimentario. Las tres causas de este depósito en el agua son: la reducción de la velocidad, la disminución de la solubilidad y el aumento de electrolitos. Cuando una corriente desemboca en un lago, océano, o un gran volumen de agua, pierde la mayor parte de su velocidad. Disminuye así la fuerza de la corriente y se produce una sedimentación. Cualquier cambio en la temperatura del agua o en su naturaleza química puede provocar una reducción en la solubilidad de la corriente, produciéndose la precipitación de alguno de los elementos disueltos.
La tabla resume algunos de los efectos de los cinco agentes citados sobre los sedimentos.
| -                        | Agua                                                                                        | Aire                                 | Hielo                           | Gravedad                | Organismos                                                                  |
| Tamaño                   | Reducción por disolución, ligera abrasión en superficie, abrasión e impacto en el arrastre. | Considerable reducción               | Considerable abrasión e impacto | Impacto considerable    | Ligeros efectos de abrasión por el transporte directo por organismos vivos. |
| Forma y redondez         | Redondeo de arena y grava                                                                   | Elevado grado de redondeo            | Partículas angulosas y planas   | Angulosas, no esféricas | -                                                                           |
| Textura superficial      | - Arena: liza pulimentada brillante - Limo: escaso efecto                                   | El impacto produce superficies mates | Superficies estriadas           | Superficies estriadas   | -                                                                           |
| Clasificación por tamaño | Considerable                                                                                | Muy considerable (progresiva)        | Muy escasa                      | Nula                    | Limitada                                                                    |

### Suelos residuales
Los suelos residuales se originan cuando los productos de la meteorización no son transportados como sedimentos, sino que se acumulan en el sitio en que se van formando. Si la velocidad de descomposición de la roca supera a la de arrastre de los productos de la descomposición se produce una acumulación de suelo residual. Entre los factores que influyen en la velocidad de alteración de la naturaleza de los productos de la meteorización están el clima (Temperatura y lluvia), la naturaleza de la roca original, el drenaje y la actividad bacteriana.
El perfil de un suelo residual puede dividirse en tres zonas: a) la zona superior, en la que existe un elevado grado de meteorización, pero también cierto arrastre de materiales; b) la zona intermedia en cuya parte superior existe una cierta meteorización, pero también cierto grado de deposición hacia la parte inferior de la misma; y, c) la zona parcialmente meteorizada que sirve de transición del suelo residual a la roca original inalterada.
La temperatura y otros factores han favorecido el desarrollo de espesores importantes de suelos residuales en muchas partes del mundo.
Los espesores de los suelos residuales pueden alcanzar espesores considerables:
| Sudeste de EE. UU. | 6 a 23 m  |
| Angola             | 8 m       |
| Sur de la India    | 8 a 15 m  |
| África del Sur     | 9 a 18 m  |
| África Occidental  | 10 a 20 m |
| Brasil             | 10 a 25 m |

### Depósitos artificiales
En los dos apartados anteriores se ha comentado la formación de depósitos de suelo por la naturaleza. Un depósito hecho por el hombre se denomina terraplén o relleno. El terraplén constituye realmente un depósito sedimentario en el que el hombre realiza todos los procesos de formación, de una forma controlada para alcanzar resultados previamente definidos. El suelo se extrae, por excavación o voladura de un determinado yacimiento cuyo material cumple con las especificaciones preestablecidas; se transporta mediante un vehículo que puede ser un camión, una vagoneta, un bulldozer, o por medio de barcazas o tuberías y se deposita en el lugar predeterminado. El material puede dejarse tal como cae, o puede acomodarse y compactarse, para alcanzar las características mecánicas deseadas.

## Alteraciones de los suelos después de su formación
El especialista en suelos, al concebir un proyecto, debe proyectar las estructuras no solamente para las propiedades del suelo al comienzo de la obra sino que también para toda la vida útil de la misma. El tamaño y la forma de un depósito determinado, como las propiedades mecánicas del suelo que lo componen, pueden presentar grandes variaciones de manera muy significativa. Muchas de estas variaciones se producen independientemente de la actividad humana, mientras que otras se deben a la presencia de la obra. El suelo no es inerte, sino que es bastante activo y muy sensible a las condiciones de su entorno.

### Presiones
En general un aumento de la presión sobre un elemento de suelo produce un incremento de la resistencia al esfuerzo cortante, una disminución de la compresibilidad y una reducción de la permeabilidad; los efectos contrarios se producen si las presiones disminuyen. Los cambios producidos por la reducción de la presión suelen ser menores que los producidos por un incremento de presiones de igual magnitud. El suelo se comporta por lo tanto como un cuerpo no perfectamente elástico.
Durante la formación de un suelo sedimentario la presión total a una cota determinada continúa aumentando al ir creciendo la altura de la capa de suelo sobre el punto considerado. Así pues, las propiedades de un suelo sedimentario a una determinada profundidad están cambiando continuamente a medida que se va formando el depósito. La eliminación de las tierras superiores, por ejemplo por efecto de la erosión, da lugar a la reducción de las presiones. Un elemento de suelo que está en equilibrio bajo la máxima presión que ha experimentado en toda su historia se denomina normalmente consolidado, mientras que un suelo en equilibrio bajo una presión inferior a la que lo consolidó se denomina sobre consolidado.

### Tiempo
El tiempo es una variable que interviene en los demás factores que contribuyen a las variaciones del comportamiento del suelo (en especial las presiones, la humedad y las condiciones del medio). Para apreciar las variaciones los efectos complejos de una variación de presiones, el agua debe ser expulsada o absorbida por el elemento del suelo. Debido a la permeabilidad relativamente baja de los suelos de grano fino, se requiere un cierto tiempo para que esta agua escape o penetre en tales suelos. Por otro lado el tiempo es un factor evidente en las reacciones químicas, como las que se producen en los procesos de meteorización.El tiempo meteorológico, o atmosférico, se define como el estado de la atmósfera en un determinado momento. Se toma en cuenta la humedad (absoluta y relativa), la temperatura y la presión, en un determinado lugar y momento. Como cada uno de los instantes son más o menos prolongados en el tiempo, y en extensión, se le denomina tipo de tiempo.

### Agua
El agua puede tener dos efectos perjudiciales sobre el suelo. En primer lugar, la sola presencia del agua disminuye las fuerzas de atracción entre las partículas arcillosas. En segundo lugar, el agua intersticial puede, en determinadas situaciones particulares, soportar los esfuerzos aplicados, modificando así el comportamiento del suelo.
Una muestra de arcilla, que puede tener una resistencia similar a la del cemento pobre cuando seca, puede convertirse en fango al sumergirse en agua. Así pues, el aumento de la humedad en un suelo reduce, por lo general, la resistencia del mismo.
Las condiciones del agua intersticial pueden variar por causas naturales y por intervenciones andrógenas. Entre las causas naturales está la variación anual de precipitaciones, y por ende de la humedad en el suelo. En la estación seca, a causa de las pocas precipitaciones el nivel freático disminuye, en oposición a esto, en el período lluvioso, la abundancia de agua provoca una elevación del nivel freático. Esta variación de humedad en el suelo produce una variación significativa de las propiedades del suelo a lo largo del año.
Por otro lado, muchos procesos constructivos modifican las condiciones del agua freáticas, y consecuentemente provocan variaciones importantes en las características de los suelos.
El contenido de humedad influye en las propiedades físicas de una sustancia: en el peso, la densidad, la viscosidad, el índice de refracción, la conductividad eléctrica y en muchas otras.

### Entorno o ambiente
Existen varias características del entorno de un suelo que pueden tener una influencia importante en el comportamiento mecánico de este. Entre estas características están la naturaleza del fluido intersticial y la temperatura. 
Por ejemplo una arcilla sedimentaria o compactada puede haberse formado con un fluido intersticial de una cierta composición química y a una determinada temperatura, pero ambos factores pueden variar a lo largo de la vida del depósito. Un ejemplo clásico es el de la arcilla marina, depositada en agua con un elevado contenido de sales: 35 g de sal por litro de agua, en las condiciones marinas típicas. Las arcillas marinas han sufrido frecuentemente levantamientos tectónicos por lo cual se encuentran por encima del nivel del mar, y el agua que se filtra a través de las mismas tiene un contenido en sales muy inferior al agua del mar. Así a lo largo del tiempo se produce una disminución lenta y gradual de la sal contenida en los poros del sedimento arcilloso, de forma que al cabo de muchos miles de años de lavado o lixiviación, el fluido intersticial puede ser muy diferente del original que existía en el momento de la formación del sedimento. La reducción del contenido de los electrolitos del agua en torno a las partículas del suelo puede reducir la fuerza neta de atracción entre las mismas. En otras palabras el arrastre de la sal de entre los poros puede reducir la resistencia al corte del terreno.

## Suelos y agricultura
Los suelos que pueden utilizarse para el cultivo se dice que son fértiles. Esto significa que el suelo es lo suficientemente rico en los nutrientes necesarios como para permitir el crecimiento sostenido de las plantas y árboles útiles para el ser humano.La capacidad real de un suelo para mantener tal crecimiento se denomina productividad u depende de que el suelo sea fértil y de que tenga una estructura y consistencia adecuada que permita trabajarlo con facilidad. El arado airea el suelo, permite la circulación de agua y facilita el crecimiento de las raíces de las plantas. A pesar de que las precipitaciones sena adecuadas, algunos suelos, son improductivos porque drenan demasiado rápido, esto es, son demasiado permeables. Otros suelos pueden ser estériles debido a que son impermeables.